# Sulla corona
L'orazione Sulla corona (in greco antico: Ὑπὲρ Κτησιφῶντος περὶ τοῦ Στεφάνου?, Hyper Ktēsiphōntos peri tou Stephanou, letteralmente "Per Ctesifonte, sulla corona") è l'orazione giudiziaria più famosa dell'oratore e statista ateniese Demostene, pronunciata nel 330 a.C.

## Antefatti
Nonostante le iniziative infruttuose contro Filippo II di Macedonia e Alessandro Magno, il popolo ateniese ancora rispettava e ammirava Demostene, forse anche più dei politici filo-macedoni, in particolare Demade e Focione, che governarono la città durante questo periodo. Nel 336 a.C. l'oratore Ctesifonte propose che Atene onorasse Demostene per i suoi servizi alla città, offrendogli, secondo l'usanza, una corona d'oro. Questa proposta divenne una questione politica nel 330 a.C., quando Eschine perseguì Ctesifonte per aver violato la legge su tre punti:
- Aver fatto false accuse in un documento statale.
- Aver conferito illegalmente una corona a un funzionario statale (Demostene) che non aveva ancora presentato un rapporto sul suo mandato.
- Aver offerto illegalmente la corona alle Dionisie.

## Contenuto del discorso
Nell'orazione Sulla corona, che è considerata uno dei più splendidi discorsi politici mai scritti, Demostene non solo difese Ctesifonte, ma attaccò anche - con veemenza - coloro che avrebbero preferito la pace con la Macedonia. In questo processo, l'intera carriera politica di Demostene era in discussione, ma l'oratore non ripudiò nulla di ciò che aveva fatto.
Demostene comincia con una visione generale della condizione della Grecia quando entrò in politica e descrive le fasi della sua lotta contro Filippo. Si occupa quindi della pace di Filocrate e incolpa Eschine per il suo ruolo durante i negoziati e la ratifica del trattato. Lancia anche un attacco personale contro Eschine, che ridicolizza perché nato da genitori di basso rango. A ciò aggiunge accuse di corruzione e tradimento e attribuisce il disastro di Cheronea alla condotta del suo avversario politico, quando rappresentava Atene nel consiglio della Lega Amfittonica. Sottolinea inoltre di essere stato l'unico ad impegnarsi per promuovere una coalizione con Tebe. L'oratore afferma che, sebbene Atene fosse sconfitta, era meglio essere sconfitti in una gloriosa lotta per l'indipendenza, piuttosto che abbandonare, arrendendosi, la libertà ereditata dalle generazioni precedenti.
Demostene alla fine sconfisse Eschine con una maggioranza schiacciante nella votazione. Di conseguenza, Ctesifonte fu assolto e Eschine multato e costretto all'esilio.
Molti studiosi hanno concluso che il discorso di Eschine presentò, in realtà, argomenti molto buoni a proprio favore, sebbene non incontrovertibili.

## Valutazioni
L'orazione Sulla corona è stata definita "il più grande discorso del più grande oratore del mondo". Lo studioso Richard Claverhouse Jebb, analizzando la contesa oratoria tra Demostene ed Eschine nel 330 a.C., sottolinea che questo accanito dibattito illustra l'ultima grande fase della vita politica ad Atene. Degno di nota è che il confronto attirò ad Atene un immenso concorso di spettatori. "La teoria dell'eloquenza greca ebbe il suo ultimo e il più splendido esempio in quel processo che portò alla luce i due discorsi sulla corona: né questa parte della nostra discussione poteva concludersi in modo più appropriato che con uno sforzo di richiamare qualche debole immagine di Demostene come in quella grande causa si oppose ad Eschine." 

## Edizioni
- (GRC) Ὑπὲρ Κτησιφῶντος περὶ τοῦ στεφάνου, in Orationes, vol. 1, recognovit brevique adnotatione critica instruxit S(amuel) H(enry) Butcher, Oxonii, e typographeo Clarendoniano, 1903,  pp. 221-332.